# Шкода, Эмиль
Эмиль Риттер (Рыцарь) фон Шко́да (чеш. Emil Škoda, 18 ноября 1839, Пльзень, Австрийская империя — 8 августа 1900, Зельцталь, Австро-Венгрия) — чешский инженер и предприниматель. Основатель крупнейшего машиностроительного завода Škoda в Пльзене (сегодня Škoda Holding As). Племянник чешского врача Йозефа Шкоды.

## Биография и профессиональная деятельность
Родился 19 ноября 1839 года в Пльзени в семье врача Франтишека Шкоды. Отец Эмиля был советником по вопросам здравоохранения, имел дворянский титул, который ему присвоил император Франц-Иосиф I. Врачом был и дядя Эмиля — Йозеф Шкода, который жил в Вене.
После окончания средней школы в городе Хеб Эмиль продолжил обучение сперва в Чешском Техническом Университете в Праге, затем и в Техническом университете Карлсруэ, Германия. Ученик Фердинанда Редтенбахера. После завершения учёбы, уже инженер Эмиль Шкода направился проходить практику в такие страны, как Франция, Англия и Соединённые Штаты Америки. Долгое время провёл в Пруссии — одной из самых технически развитых стран того времени. Но с началом австро-прусской войны в 1866 году Эмиль вернулся в свой родной город Пльзень, где стал главным инженером небольшой фабрики техники Валленштейна-Вартенберга. Три года спустя, в 1869 году, он купил фабрику, перенёс её из центра города на окраину и начал расширяться.

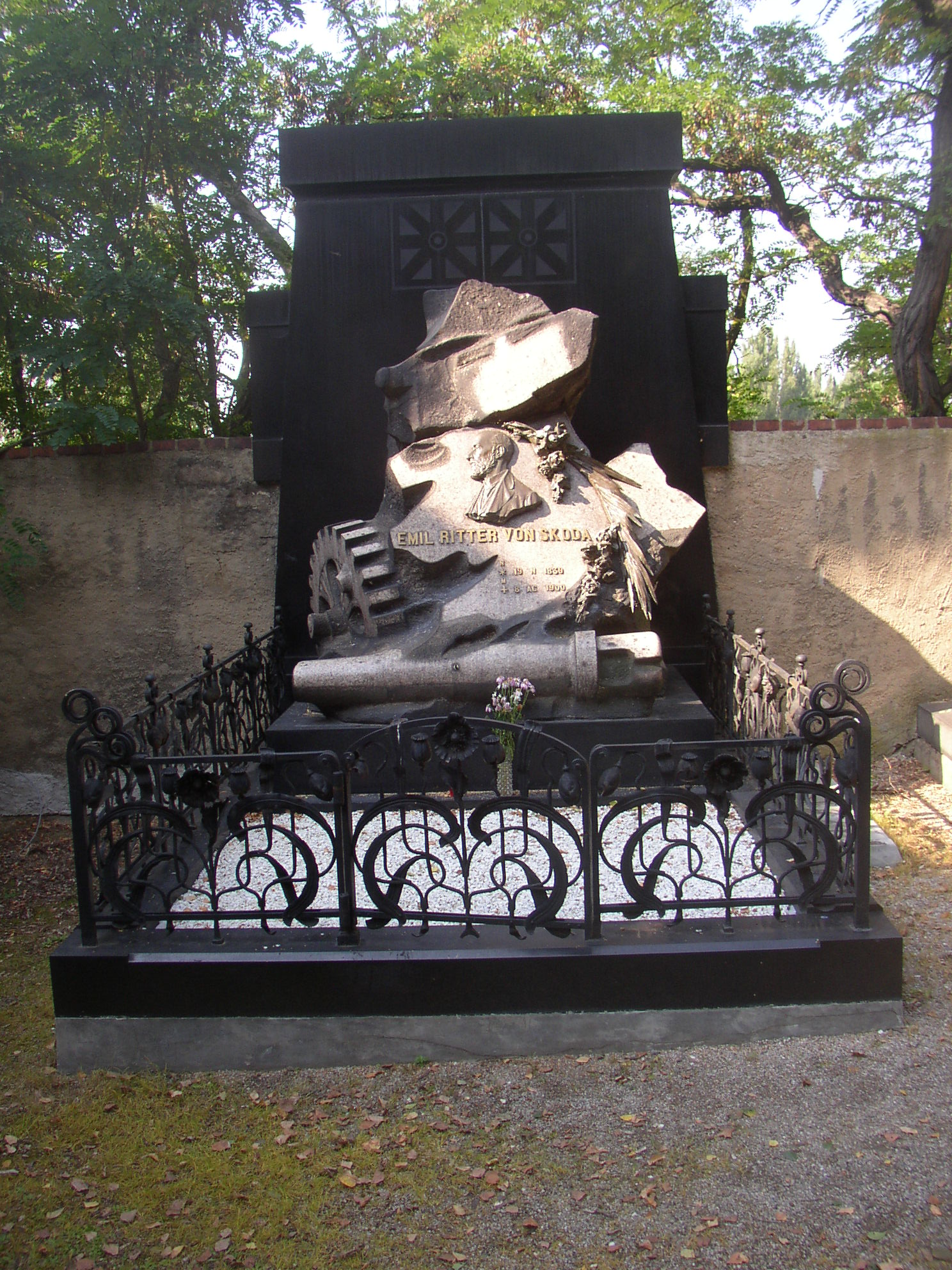
Могила Эмиля Шкода на кладбище Святого Николая в городе Пльзень

В 1876 году открылось первое зарубежное представительство в Киеве, позднее были созданы представительства и в других странах. В 1880-х годах фабрика представляла собой современное литейное и металлообрабатывающее предприятие, способное производить литьё весом в десятки тонн. Под руководством Эмиля Шкоды компания начала производство оборудования для сахарных и пивоваренных заводов, рудников. В 1886 году компанией Skoda была построена железная дорога, а в 1890 году построен новый завод по производству оружия для австро-венгерской армии. В 1896 году был построен новый зал оружейного завода, что позволило компании стать одним из крупнейших европейских производителей оружия.
Эмиль Шкода также принимал участие в создании пивоварни Gambrinus.
12 декабря 1899 года завод Skoda преобразован в акционерное общество, в котором Эмиль Шкода стал генеральным директором. За развитие машиностроения в Чехии Эмиль Шкода получил многочисленные награды. Среди прочего, он был членом парламента государства и ряда промышленных предприятий и учреждений.
Эмиль Шкода умер 8 августа 1900 года в поезде на пути из Австрии, где он находился на курорте, в селе Зельцталь, Штирия. Похоронен на Свято-Николаевском кладбище в Пльзене. Его похороны были огромным событием для города и его окрестностей. Надгробная плита с бронзовой надписью Эмиль Риттер фон Шкода, работы итальянского скульптора Рафаэлла Романелли, была установлена в 1903 году.